# Peltephilus
A Peltephilus az emlősök (Mammalia) osztályának a páncélos vendégízületesek (Cingulata) rendjébe, ezen belül az övesállatok (Dasypodidae) családjába tartozó kihalt nem.
Eddig csak egy fajt fedeztek fel ebből a nemből, a Peltephilus ferox-ot.

## Tudnivalók
A Peltephilus ferox kutyaméretű övesállat volt, amely Argentína területén élt az oligocén és miocén korok idején. A pofáján levő csontos lemezek szarvszerűvé alakultak, hogy az állat szemét védjék. A Ceratogaulus-fajokon (rágcsálók, amelyek pofáján szarvak ültek) kívül, ez az egyetlen másik üreglakó, szarvval rendelkező emlős.
Habár korábban a háromszög alakú fogak miatt húsevőnek tartották, 1997-ben Vizcaino és Farina paleontológusok azt állították, hogy a Peltephilus valójában növényevő állat volt.

## Fordítás
- Ez a szócikk részben vagy egészben  a   Peltephilus című angol Wikipédia-szócikk fordításán alapul.  Az eredeti cikk szerkesztőit annak laptörténete sorolja fel. Ez a jelzés csupán a megfogalmazás eredetét és a szerzői jogokat jelzi, nem szolgál a cikkben szereplő információk forrásmegjelöléseként.